# Креспіна-Лоренцана
Креспіна-Лоренцана (італ. Crespina Lorenzana) — муніципалітет в Італії, у регіоні Тоскана,  провінція Піза. Муніципалітет утворено 1 січня 2014 року шляхом об'єднання муніципалітетів Креспіна та Лоренцана.
Креспіна-Лоренцана розташована на відстані близько 250 км на північний захід від Рима, 60 км на захід від Флоренції, 20 км на південний схід від Пізи.
Населення — 5442 особи (2014).
Щорічний фестиваль відбувається 29 вересня. Покровитель — святий Архангел Михаїл.

## Демографія
Населення за роками:

Станом на 1 січня 2023 року в муніципалітеті офіційно проживало 330 іноземців з 39 країн, серед них 131 громадянин країн Євросоюзу та 7 громадян України.

## Сусідні муніципалітети
- Кашина
- Коллезальветті
- Фаулья
- Кашіана-Терме-Ларі
- Орчіано-Пізано
- Санта-Луче